# Sepp Eibl
Josef Franz Eibl, genannt Sepp Eibl (* 21. März 1934 in München; † 10. August 2023 in Kreuth), war ein deutscher Volksmusiker, Komponist, Musikverleger und Filmemacher.

## Leben
Als Jugendlicher brachte sich Eibl selbst das Gitarrespielen bei. Später studierte er am Salzburger Mozarteum bei Cesar Bresgen. Er war gelernter Lithograf. Anschließend studierte Eibl Malerei an der Akademie der Bildenden Künste in München bei Wilhelm Heise. Von 1959 bis 1971 arbeitete er für den Münchner Merkur.
Seit 1969 war er Mitarbeiter des Bayerischen Rundfunks. Er drehte hunderte von Musikdokumentationen, vor allem für die Reihe Unter unserem Himmel und für Zwischen Spessart und Karwendel. Der spätere Dokumentarfilmer und Volksmusikexperte Gerald Groß begann seine Fernsehkarriere bei Sepp Eibl.
1979 gründete er den Verein zur Pflege der Bayerischen Volksmusik, im gleichen Jahr eröffnete er seine Volksmusikschule Sepp Eibl. Sepp Eibl lebte zuletzt in Kreuth am Tegernsee.

## Werke

### Fernsehen (Auswahl)
- 1979: Mit Alphorn und Scherrzither – Volksmusik aus dem Allgäu
- 1980: 1. Oberbayerisches Preissingen in Egern am Tegernsee 1930
- 1984: …tief drinn im Böhmerwald
- 1988: Die Egerländer Gmoi - „tanz zou“
- 1990: Melauner Spielleute
- 1991: Der Igl Hans
- 1993: Die Schönheitskönigin, Dokumentation über Bally Prell
- 1998: Stade Zeit in Gössl

### Tonträger (Auswahl)
- 1979: Deutsche Tänze, 6 Landler für zwei oder drei Gitarren / Mauro Giuliani, bearbeitet von Sepp Eibl
- 1984: Gradaus und Verkehrt
- 1990: Almerisch-landlerisch
- 1991: Feierabend 1
- 1992: Feierabend 2

### Bücher
- 1980: 1. Oberbayerisches Preissingen in Egern am Tegernsee. Eine Dokumentation in Text und Bild. Rosenheimer Verlagshaus, Rosenheim 1980, ISBN 3-475-52292-6.

## Auszeichnungen
- 1970: Schwabinger Kunstpreis
- 1980: Ludwig-Thoma-Medaille der Stadt München
- 1997: Bayerischer Poetentaler
- 2011: Ehrenpreis der Hanns-Seidel-Stiftung zum „Tag der Volksmusik“[8]